# 東北方面隊
東北方面隊（とうほくほうめんたい、英語：JGSDF North Eastern Army）は、陸上自衛隊の方面隊の一つである。防衛大臣直轄（有事の際は陸上総隊直轄）にあり、東北地方の防衛警備や災害派遣等を担任。方面総監部は陸上自衛隊仙台駐屯地に置かれている。

## 概要

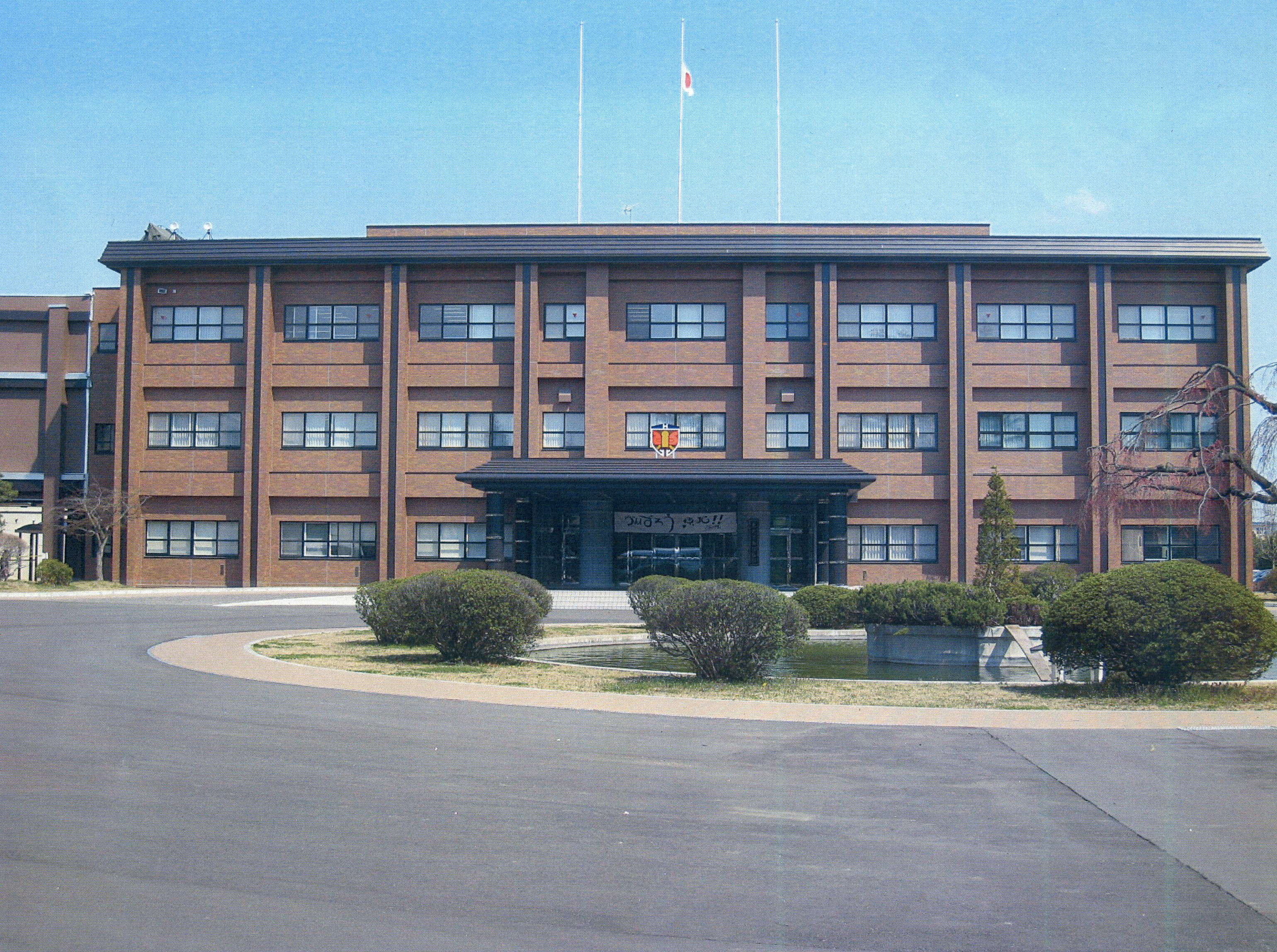
半旗を掲げた災統合任務部隊司令部（仙台駐屯地・東北方面総監部庁舎）

方面総監は陸将が充てられ、2個師団を基幹兵力としており、管内には13個の駐屯地、1個の分屯地、6個の地方協力本部が配置されている。
東北方面隊の部隊章（師団等標識）は以前はこけしと「東北」の文字を図案化したものであったが、2020年（令和2年）3月26日に部隊章のデザインが改正された。
新部隊章は「伝統、絆、飛躍」をコンセプトに、朱色の日輪は東北の護りを担う「伝統」を表し、東北地方の白地図は東北6県の「絆」を表し、東北6県に見立てた6枚羽の青い翼は体制移行や任務の多様化に対応する方面隊の「飛躍」を表している。また、背景色の空色は「任務を完遂する決意」を表現している。　

## 沿革
- 1959年（昭和34年）8月1日：東北方面隊準備本部が臨時編成[2]。

東北方面隊
- 1960年（昭和35年）
  - 1月14日：方面管区制施行により東北方面隊編成完結[2]。警備区域は青森県、岩手県、宮城県、秋田県、山形県、福島県[3]。

  1. 東北方面総監部・同付中隊、東北方面会計隊、東北方面通信隊、東北方面資料隊、東北方面調査隊、東北方面音楽隊が編成完結。
  2. 第6管区隊、第9混成団、第2特科群、第1教育連隊、東北地区補給処を隷下に編合。

  - 1月19日：東北方面総監部開庁式（南仙台駐屯地）[2]。
- 1961年（昭和36年）8月17日：第2施設団を船岡駐屯地に新編。
- 1962年（昭和37年）
  - 1月18日：総監部付中隊を総監部付隊に改編。東北方面航空隊を霞目駐屯地に新編。
  - 8月15日：師団制への改編により、第6管区隊は第6師団に、第9混成団は第9師団にそれぞれ称号変更、改編。
- 1964年（昭和39年）3月24日：東北方面武器隊を仙台駐屯地に新編[4]。
- 1968年（昭和43年）3月1日：東北方面通信隊（仙台駐屯地）が東北方面通信群に称号変更。
- 1970年（昭和45年）3月10日：第6師団を甲師団に改編。
- 1973年（昭和48年）3月27日：第5高射特科群が八戸駐屯地において編成完結。
- 1976年（昭和51年）3月25日：東北方面輸送隊を霞目駐屯地に新編。
- 1978年（昭和53年）1月30日：方面総監部の組織改編。東北方面資料隊（仙台駐屯地）を廃止。
- 1982年（昭和57年）3月25日：第305保安中隊が仙台駐屯地において編成完結。
- 1988年（昭和63年）: 婦人自衛官フラッグ隊（現東北方面フラッグ隊）が発足[5]。
- 1996年（平成08年）3月29日：第4地対艦ミサイル連隊が八戸駐屯地において編成完結。
- 1998年（平成10年）3月26日：陸上自衛隊東北地区補給処（仙台駐屯地）が陸上自衛隊東北補給処に称号変更。
- 1999年 （平成11年）3月29日：第6師団および第9師団改編。秋田県が第6師団から第9師団の警備隊区に編入。
- 2003年（平成15年）3月27日：東北方面調査隊（仙台駐屯地）を廃止。
- 2005年（平成17年）3月28日：東北方面指揮所訓練支援隊を仙台駐屯地に新編[4]。
- 2006年（平成18年）3月27日：部隊新・改編。

1. 第6師団を即応近代化師団に改編。
2. 第1教育連隊（多賀城駐屯地）を廃止・改編し、東北方面混成団を仙台駐屯地に新編[4]。
3. 東北方面武器隊（仙台駐屯地）を廃止・改編し、東北方面後方支援隊を仙台駐屯地に新編[4]。
4. 東北方面衛生隊を仙台駐屯地に新編[4]。

- 2008年（平成20年）
  - 3月26日：第305保安中隊（仙台駐屯地）を東北方面警務隊隷下に編成替えし、第305保安警務中隊に改編。
  - 6月：岩手・宮城内陸地震災害派遣出動
- 2009年（平成21年）3月26日：東北方面情報処理隊を仙台駐屯地に新編。
- 2010年（平成22年）3月26日：部隊改編。

1. 第9師団を即応近代型師団に改編。
2. 第2特科群（仙台駐屯地）を東北方面特科隊に改編し、第4地対艦ミサイル連隊はその隷下に異動。

- 2011年（平成23年）3月14日～7月1日：東北地方太平洋沖地震対処のため、東北方面総監を長とする陸海空10万人規模の統合任務部隊を運用するためのJTF-THを編成。
- 2018年（平成30年）3月27日：第5高射特科群（八戸駐屯地）を廃止し、第101高射特科隊を八戸駐屯地に新編[6]。
- 2019年（平成31年）3月26日：部隊改編。

1. 第6師団を機動師団に改編。
2. 東北方面特科隊を縮小改編。

- 2020年（令和02年）3月26日：部隊新編等。

1. 師団等標識が新型に移行。
2. 第6師団第6特科連隊（郡山駐屯地）および第9師団第9特科連隊（岩手駐屯地）を廃止し、東北方面特科連隊を岩手駐屯地に新編。

- 2022年（令和04年）3月17日：方面総監部、部隊の改編。

1. 方面総監部防衛部にシステム通信課が設置[7]。
2. 東北方面通信群（仙台駐屯地）を東北方面システム通信群に改編[8] 。

- 2024年（令和06年）3月21日：部隊改編。

1. 第9師団を地域配備師団に改編。
2. 第101高射特科隊（八戸駐屯地）を増強改編し、第5高射特科群を再編[9][10]。
3. 東北方面特科隊（仙台駐屯地）を廃止し[11]、第4地対艦ミサイル連隊が方面隊直轄部隊となる。

- 2025年（令和07年）3月24日：参事官を廃止[12]。

## 編成
- 東北方面総監部
- 東北方面総監部付隊「東北方-付」

- 第6師団（2個普通科連隊、1個即応機動連隊基幹）
  - 第20普通科連隊
  - 第22即応機動連隊
  - 第44普通科連隊
- 第9師団（3個普通科連隊基幹）
  - 第5普通科連隊
  - 第21普通科連隊
  - 第39普通科連隊

- 第2施設団
  - 第10施設群
  - 第11施設群
- 東北方面混成団
  - 第38普通科連隊
  - 第2陸曹教育隊
- 第4地対艦ミサイル連隊
- 東北方面特科連隊
- 第5高射特科群
- 東北方面システム通信群

- 東北方面航空隊
- 東北方面後方支援隊
- 東北方面会計隊
- 東北方面衛生隊
- 東北方面指揮所訓練支援隊
- 東北方面情報処理隊
- 東北方面音楽隊
- 陸上自衛隊東北補給処

## 方面総監部
東北方面総監部は、仙台市宮城野区の仙台駐屯地にある。

## 主要幹部
| 官職名                   | 階級    | 氏名       | 補職発令日     | 前職                                       |
| ------------------------ | ------- | ---------- | -------------- | ------------------------------------------ |
| 東北方面総監             | 陸将    | 牛嶋築     | 2024年08月02日 | 陸上自衛隊補給統制本部長 兼 十条駐屯地司令 |
| 幕僚長 兼 仙台駐屯地司令 | 陸将補  | 大野真     | 2023年03月30日 | 陸上自衛隊小平学校長 兼 小平駐屯地司令     |
| 幕僚副長                 | 陸将補  | 伊達俊之   | 2025年08月01日 | 陸上幕僚監部防衛部防衛課長                 |
| 幕僚副長                 | 陸将補  | 渡辺亘紀   | 2024年12月20日 | 北部方面総監部防衛部長                     |
| 総務部長                 | 1等陸佐 | 田中広明   | 2025年08月01日 | 北部方面指揮所訓練支援隊長                 |
| 人事部長                 | 1等陸佐 | 小倉好文   | 2023年12月22日 | 第3師団司令部幕僚長                        |
| 情報部長                 | 1等陸佐 | 三浦彰     | 2023年08月01日 | 陸上自衛隊航空学校第1教育部長              |
| 防衛部長                 | 1等陸佐 | 河村友則   | 2025年08月01日 | 第12旅団司令部幕僚長                       |
| 装備部長                 | 1等陸佐 | 松原泰孝   | 2024年08月01日 | 装備実験隊長                               |
| 医務官                   | 1等陸佐 | 梅田諭     | 2023年12月22日 | 自衛隊中央病院診療技術部 技術管理課長      |
| 監察官                   | 1等陸佐 | 矢ケ崎貴浩 | 2025年03月24日 | 第1高射特科群長                            |
| 法務官                   | 1等陸佐 | 戸星善敦   | 2025年07月01日 | 西部方面警務隊長                           |

### 歴代主要幹部
| 代                   | 氏名                 | 在職期間                        | 出身校・期                           | 前職                                       | 後職                               |
| 東北方面隊準備本部長 | 東北方面隊準備本部長 | 東北方面隊準備本部長            | 東北方面隊準備本部長                 | 東北方面隊準備本部長                       | 東北方面隊準備本部長               |
| -------------------- | -------------------- | ------------------------------- | ------------------------------------ | ------------------------------------------ | ---------------------------------- |
| -                    | 新宮陽太             | 1959年08月01日 - 1960年01月13日 | 陸士38期・ 陸大47期                  | 第6管区総監                                | 東北方面総監                       |
| 東北方面総監         |                      |                                 |                                      |                                            |                                    |
| 01                   | 新宮陽太             | 1960年01月14日 - 1961年07月31日 | 陸士38期・ 陸大47期                  | 東北方面隊準備本部長                       | 陸上自衛隊幹部学校長               |
| 02                   | 加納富夫             | 1961年08月01日 - 1963年03月15日 | 東京帝国大学 昭和8年卒               | 陸上幕僚監部第5部長                        | 中部方面総監                       |
| 03                   | 安崎操               | 1963年03月16日 - 1964年03月15日 | 陸士40期・ 陸大50期                  | 第1師団長                                  | 陸上幕僚監部付 →1964年4月21日 退職 |
| 04                   | 長谷部清             | 1964年03月16日 - 1965年07月15日 | 陸士40期・ 陸大47期                  | 陸上幕僚監部第5部長                        | 退職                               |
| 05                   | 太田庄次             | 1965年07月16日 - 1966年06月30日 | 陸士42期・ 陸大54期                  | 第10師団長                                 | 退職                               |
| 06                   | 島貫重節             | 1966年07月01日 - 1968年06月30日 | 陸士45期・ 陸大53期                  | 第9師団長                                  | 退職                               |
| 07                   | 田中光祐             | 1968年07月01日 - 1970年06月30日 | 陸士46期・ 陸大52期                  | 防衛大学校幹事                             | 退職                               |
| 08                   | 濤川馨一             | 1970年07月01日 - 1972年03月15日 | 東京帝国大学 昭和13年卒              | 陸上幕僚監部第5部長                        | 退職                               |
| 09                   | 高杉恭自             | 1972年03月16日 - 1973年06月30日 | 陸士49期・ 陸大58期                  | 第4師団長                                  | 退職                               |
| 10                   | 田中登一             | 1973年07月01日 - 1975年03月16日 | 陸士51期・ 陸大59期                  | 第8師団長                                  | 退職                               |
| 11                   | 松金久知             | 1975年03月17日 - 1977年03月15日 | 陸士53期                             | 第2師団長                                  | 退職                               |
| 12                   | 田中潔               | 1977年03月16日 - 1978年06月30日 | 陸士55期                             | 第3師団長                                  | 退職                               |
| 13                   | 柏葉祐幸             | 1978年07月01日 - 1979年06月30日 | 陸士56期                             | 第4師団長                                  | 退職                               |
| 14                   | 渡邉勉               | 1979年07月01日 - 1981年03月30日 | 陸士57期                             | 第7師団長                                  | 退職                               |
| 15                   | 林榮一郎             | 1981年03月31日 - 1983年03月15日 | 海兵74期                             | 防衛大学校幹事                             | 退職                               |
| 16                   | 松浦昇               | 1983年03月16日 - 1984年06月30日 | 陸士60期                             | 第9師団長                                  | 退職                               |
| 17                   | 横地光明             | 1984年07月01日 - 1985年06月30日 | 陸航士60期・ 東京理科大学 昭和27年卒 | 陸上自衛隊富士学校長 兼 富士駐屯地司令     | 退職                               |
| 18                   | 若月勲               | 1985年07月01日 - 1986年06月16日 | 名幼47期・ 中央大学 昭和28年卒       | 第10師団長                                 | 退職                               |
| 19                   | 大塚瑞夫             | 1986年06月17日 - 1987年07月06日 | 早稲田大学 昭和29年卒                | 第6師団長                                  | 退職                               |
| 20                   | 太田隆               | 1987年07月07日 - 1988年07月06日 | 中央大学 昭和30年卒                  | 陸上自衛隊富士学校長 兼 富士駐屯地司令     | 退職                               |
| 21                   | 源川幸夫             | 1988年07月07日 - 1989年06月29日 | 防大1期                              | 第7師団長                                  | 東部方面総監                       |
| 22                   | 森野安弘             | 1989年06月30日 - 1991年03月15日 | 防大1期                              | 第8師団長                                  | 退職                               |
| 23                   | 吉崎格               | 1991年03月16日 - 1992年06月15日 | 防大2期                              | 陸上自衛隊富士学校長 兼 富士駐屯地司令     | 退職                               |
| 24                   | 君嶋信               | 1992年06月16日 - 1993年06月30日 | 防大3期                              | 陸上自衛隊幹部学校長                       | 退職                               |
| 25                   | 隈部正則             | 1993年07月01日 - 1995年06月29日 | 防大5期                              | 第3師団長                                  | 退職                               |
| 26                   | 長谷川重孝           | 1995年06月30日 - 1996年06月30日 | 防大6期                              | 陸上自衛隊富士学校長 兼 富士駐屯地司令     | 退職                               |
| 27                   | 竹田仁宏             | 1996年07月01日 - 1998年06月30日 | 防大8期                              | 第11師団長                                 | 退職                               |
| 28                   | 藤原利將             | 1998年07月01日 - 1999年12月09日 | 防大9期                              | 防衛大学校幹事                             | 退職                               |
| 29                   | 洗堯                 | 1999年12月10日 - 2001年12月02日 | 防大11期                             | 第12師団長                                 | 退職                               |
| 30                   | 野中光男             | 2001年12月03日 - 2002年12月01日 | 防大12期                             | 情報本部長                                 | 退職                               |
| 31                   | 奥村快也             | 2002年12月02日 - 2005年07月27日 | 防大14期                             | 防衛大学校幹事                             | 退職                               |
| 32                   | 井上廣司             | 2005年07月28日 - 2007年07月02日 | 防大16期                             | 防衛大学校幹事                             | 退職                               |
| 33                   | 宗像久男             | 2007年07月03日 - 2009年07月20日 | 防大18期                             | 陸上幕僚副長                               | 退職                               |
| 34                   | 君塚栄治             | 2009年07月21日 - 2011年08月04日 | 防大20期                             | 防衛大学校幹事                             | 陸上幕僚長                         |
| 35                   | 渡邊隆               | 2011年08月05日 - 2012年07月25日 | 防大21期                             | 統合幕僚学校長                             | 退職                               |
| 36                   | 田中敏明             | 2012年07月26日 - 2014年08月04日 | 防大23期                             | 防衛大学校幹事                             | 退職                               |
| 37                   | 松村五郎             | 2014年08月05日 - 2016年06月30日 | 東京大学 昭和56年卒                  | 統合幕僚副長                               | 退職                               |
| 38                   | 山之上哲郎           | 2016年07月01日 - 2018年07月31日 | 防大27期                             | 陸上幕僚副長                               | 退職                               |
| 39                   | 上尾秀樹             | 2018年08月01日 - 2020年08月24日 | 防大29期                             | 防衛大学校幹事                             | 退職                               |
| 40                   | 原田智総             | 2020年08月25日 - 2021年10月13日 | 防大31期                             | 防衛大学校幹事                             | 退職                               |
| 41                   | 梶原直樹             | 2021年10月14日 - 2024年08月01日 | 防大32期                             | 防衛大学校副校長                           | 退職                               |
| 42                   | 牛嶋築               | 2024年08月02日 -                | 防大33期                             | 陸上自衛隊補給統制本部長 兼 十条駐屯地司令 |                                    |

| 代 | 氏名       | 在職期間                        | 出身校・期                     | 前職                                                        | 後職                                                   |
| -- | ---------- | ------------------------------- | ------------------------------ | ----------------------------------------------------------- | ------------------------------------------------------ |
| 01 | 太田庄次   | 1960年01月14日 - 1960年07月31日 | 陸士42期・ 陸大54期            | 東北方面隊準備本部幕僚長                                    | 第7混成団長                                            |
| 02 | 濤川馨一   | 1960年08月01日 - 1961年07月31日 | 東京帝国大学 昭和13年卒        | 陸上幕僚監部第1部長                                         | 陸上自衛隊北海道地区補給処長 兼 島松駐とん地司令       |
| 03 | 厚東隆男   | 1961年08月01日 - 1963年07月31日 | 陸士43期・ 陸大51期            | 第6管区副総監 兼 多賀城駐とん地司令                         | 陸上自衛隊業務学校長 兼 小平駐とん地司令               |
| 04 | 平野斗作   | 1963年08月01日 - 1964年08月13日 | 陸士46期・ 陸大54期            | 第1師団副師団長 兼 練馬駐とん地司令                         | 東部方面総監部幕僚長 兼 市ケ谷駐とん地司令             |
| 05 | 四戸陸三   | 1964年08月14日 - 1966年03月15日 | 東北帝国大学 昭和10年卒        | 東北方面総監部幕僚副長                                      | 陸上自衛隊関西地区補給処長 兼 宇治駐とん地司令         |
| 06 | 沢田宗正   | 1966年03月16日 - 1967年07月16日 | 陸士46期・ 陸大53期            | 第9師団副師団長 兼 青森駐とん地司令 兼 青函地区輸送連絡隊長 | 東北方面総監部付 →1967年11月4日 退職                   |
| 07 | 溝口昌弘   | 1967年07月17日 - 1969年06月30日 | 陸士49期・ 陸大57期            | 陸上幕僚監部第5部副部長                                     | 第7師団長                                              |
| 08 | 市来陸紀   | 1969年07月01日 - 1970年01月30日 | 陸士51期・ 陸大60期            | 統合幕僚会議事務局第3幕僚室長                               | 東北方面総監部付 →1970年7月16日 陸上自衛隊幹部学校勤務 |
| 09 | 田中登一   | 1970年01月31日 - 1971年06月30日 | 陸士51期・ 陸大59期            | 陸上幕僚監部第5部副部長                                     | 第8師団長                                              |
| 10 | 木村元岳   | 1971年07月01日 - 1973年03月15日 | 陸士52期                       | 富士学校機甲科教育部長                                      | 第5師団長                                              |
| 11 | 武岡淳彦   | 1973年03月16日 - 1975年03月15日 | 陸士55期                       | 中部方面総監部幕僚副長                                      | 陸上自衛隊幹部学校副校長 兼 企画室長                   |
| 12 | 登張史郎   | 1975年03月16日 - 1977年03月15日 | 陸士57期                       | 東部方面総監部幕僚副長                                      | 第5師団長                                              |
| 13 | 佐藤久美   | 1977年03月16日 - 1979年07月31日 | 陸士58期                       | 陸上幕僚監部厚生課長 →1978年12月1日 陸将昇任                | 第3師団長                                              |
| 14 | 渡部明恭   | 1979年08月01日 - 1980年07月31日 | 陸士60期・ 東京大学 昭和25年卒 | 統合幕僚会議事務局第1幕僚室長 →1980年3月17日 陸将昇任       | 退職                                                   |
| 15 | 近藤俊彦   | 1980年08月01日 - 1982年03月15日 | 陸士60期                       | 第1特科団長 兼 北千歳駐とん地司令                           | 第12師団長                                             |
| 16 | 水澤博     | 1982年03月16日 - 1983年03月15日 | 長岡工専 昭和25年卒            | 北部方面総監部幕僚副長                                      | 第2師団長                                              |
| 17 | 白井明雄   | 1983年03月16日 - 1984年03月15日 | 4期幹候                        | 陸上自衛隊富士学校副校長                                    | 陸上自衛隊東北地区補給処長                             |
| 18 | 大塚瑞夫   | 1984年03月16日 - 1984年06月30日 | 早稲田大学 昭和29年卒          | 第2混成団長 兼 善通寺駐屯地司令                             | 第6師団長                                              |
| 19 | 多田利雄   | 1984年07月01日 - 1986年03月16日 | 大阪府立大学 昭和31年卒        | 第6師団副師団長 兼 神町駐屯地司令 →1985年7月1日 陸将昇任    | 第3師団長                                              |
| 20 | 遠山久人   | 1986年03月17日 - 1988年07月06日 | 防大1期                        | 第2高射特科団長 兼 飯塚駐屯地司令                           | 第4師団長                                              |
| 21 | 渡邊滋     | 1988年07月07日 - 1990年07月08日 | 防大3期                        | 第1高射特科団長                                             | 第12師団長                                             |
| 22 | 北井上一則 | 1990年07月09日 - 1991年06月30日 | 防大5期                        | 第2高射特科団長 兼 飯塚駐屯地司令                           | 陸上自衛隊高射学校長 兼 下志津駐屯地司令               |
| 23 | 杉田明傑   | 1991年07月01日 - 1994年06月30日 | 防大7期                        | 東部方面総監部幕僚副長                                      | 第1師団長                                              |
| 24 | 新井宏     | 1994年07月01日 - 1996年06月30日 | 防大9期                        | 西部方面総監部幕僚副長                                      | 第6師団長                                              |
| 25 | 土橋健二   | 1996年07月01日 - 1997年06月30日 | 防大10期                       | 陸上幕僚監部調査部長                                        | 第13師団長                                             |
| 26 | 川井武彦   | 1997年07月01日 - 1999年07月08日 | 防大11期                       | 陸上自衛隊富士学校普通科部長                                | 第10師団長                                             |
| 27 | 柳澤壽昭   | 1999年07月09日 - 2001年03月26日 | 防大13期                       | 自衛隊東京地方連絡部長                                      | 第12旅団長                                             |
| 28 | 佐伯義則   | 2001年03月27日 - 2003年03月26日 | 防大15期                       | 陸上自衛隊通信学校長 兼 久里浜駐屯地司令                    | 第8師団長                                              |
| 29 | 庄田豊     | 2003年03月27日 - 2004年03月28日 | 防大16期                       | 第4師団副師団長 兼 福岡駐屯地司令                           | 第7師団長                                              |
| 30 | 三田克巳   | 2004年03月29日 - 2006年03月26日 | 防大18期                       | 陸上幕僚監部調査部長                                        | 第1師団長                                              |
| 31 | 宮島俊信   | 2006年03月27日 - 2007年07月02日 | 防大20期                       | 陸上自衛隊小平学校長 兼 小平駐屯地司令                      | 第4師団長                                              |
| 32 | 山本洋     | 2007年07月03日 - 2009年07月20日 | 防大21期                       | 陸上幕僚監部監察官                                          | 第7師団長                                              |
| 33 | 吉田明生   | 2009年07月21日 - 2010年11月30日 | 防大21期                       | 陸上自衛隊富士学校普通科部長                                | 第11旅団長                                             |
| 34 | 武内誠一   | 2010年12月01日 - 2012年01月30日 | 防大24期                       | 防衛研究所副所長                                            | 第4師団長                                              |
| 35 | 高橋勝夫   | 2012年01月31日 - 2013年08月21日 | 防大25期                       | 防衛監察本部監察官                                          | 第9師団長                                              |
| 36 | 赤松雅文   | 2013年08月22日 - 2014年08月04日 | 防大26期                       | 陸上自衛隊施設学校長 兼 勝田駐屯地司令                      | 第12旅団長                                             |
| 37 | 納富中     | 2014年08月05日 - 2016年06月30日 | 防大29期                       | 陸上幕僚監部運用支援・情報部長                              | 第9師団長                                              |
| 38 | 権藤三千蔵 | 2016年07月01日 - 2018年07月31日 | 防大29期                       | 防衛監察本部監察官                                          | 陸上自衛隊関東補給処長 兼 霞ヶ浦駐屯地司令             |
| 39 | 牛嶋築     | 2018年08月01日 - 2020年12月21日 | 防大33期                       | 陸上幕僚監部 指揮通信システム・情報部長                     | 陸上総隊司令部幕僚長                                   |
| 40 | 腰塚浩貴   | 2020年12月22日 - 2021年10月13日 | 防大32期                       | 第9師団副師団長 兼 青森駐屯地司令                           | 第4師団長                                              |
| 41 | 大場剛     | 2021年10月14日 - 2023年03月29日 | 防大34期                       | 第1特科団長 兼 北千歳駐屯地司令                             | 第14旅団長                                             |
| 42 | 大野真     | 2023年03月30日 -                | 防大36期                       | 陸上自衛隊小平学校長 兼 小平駐屯地司令                      |                                                        |